# لوكهيد بيه-3 أوريون
{{بطاقة طائرة
|الاسم=لوكهيد بيه-3 أوريون 
 P-3 Orion
|الصورة=Orion.usnavy.750pix.jpg
|النوع=طائرة دورية
|بلد الأصل=الولايات المتحدة
|الصانع= شركة لوكهيد 
 لوكهيد مارتن 
|المصمم=
|أول طيران=1959
|دخول الخدمة=1962
|انتهاء الخدمة=
|الوضع الحالي= في الخدمة
|المستخدم الأساسي= بحرية الولايات المتحدة 
 قوة الدفاع الذاتي البحرية اليابانية 
 القوات الجوية الملكية الأسترالية 
 القوات الجوية البرازيلية 
|مستخدمون آخرون=
|سنة الصنع=
|الكمية المصنوعة=
|تكلفة المشروع=
|سعر الوحدة={{|36 مليون دولار}} (FY1987)
|طورت من= لوكهيد L-188 إلكترا 
|طورت إلى= شركة لوكهيد P-7 
|طرازات أخرى=لوكهيد إي بيه-3 
 لوكهيد AP-3C أوريون 
 لوكهيد CP-140 أورورا 
 لوكهيد إي بيه-3 
 لوكهيد دبليو بي-3دي أوريون 
}}
لوكهيد بيه-3 أوريون (بالإنجليزية: Lockheed P-3 Orion)‏ هي طائرة دورية ومراقبة ومضادة للغواصات، بأربع محركات دفع توربيني أنتجت في الولايات المتحدة. كان أول طيران لها في 1959. دخلت الخدمة في 1962، وسعر الطائرة الواحدة منها هو 36 مليون دولار.

## طرازات أخرى
- لوكهيد إي بيه-3